# Martina Gedeck
Martina Gedeck (ur. 14 września 1961 w Monachium) – niemiecka aktorka filmowa, teatralna i telewizyjna.

## Życiorys
Studiowała historię i germanistykę na Wolnym Uniwersytecie Berlińskim.
Zasiadała w jury konkursu głównego na 53. MFF w Berlinie (2003) oraz na 70. MFF w Wenecji (2013).

## Wybrana filmografia
- 1994: Mężczyzna, przedmiot pożądania (Der bewegte Mann) jako Jutta
- 2001: Tylko Marta (Bella Martha) jako Marta Klein
- 2006: Lato '04 (Sommer '04 an der Schlei) jako Mirjam
- 2006: Cząstki elementarne (Elementarteilchen) jako Christiane
- 2006: Życie na podsłuchu (Das Leben der Anderen) jako Christa-Maria Sieland
- 2008: Baader-Meinhof (Der Baader Meinhof Komplex) jako Ulrike Meinhof
- 2009: Sisi jako arcyksiężna Zofia, matka Franciszka Józefa
- 2020: Oktoberfest: Piwo i krew (Oktoberfest 1900) jako Maria Hoflinger
- 2022: Wunderschön jako Fraucke Abeck